# Djonk

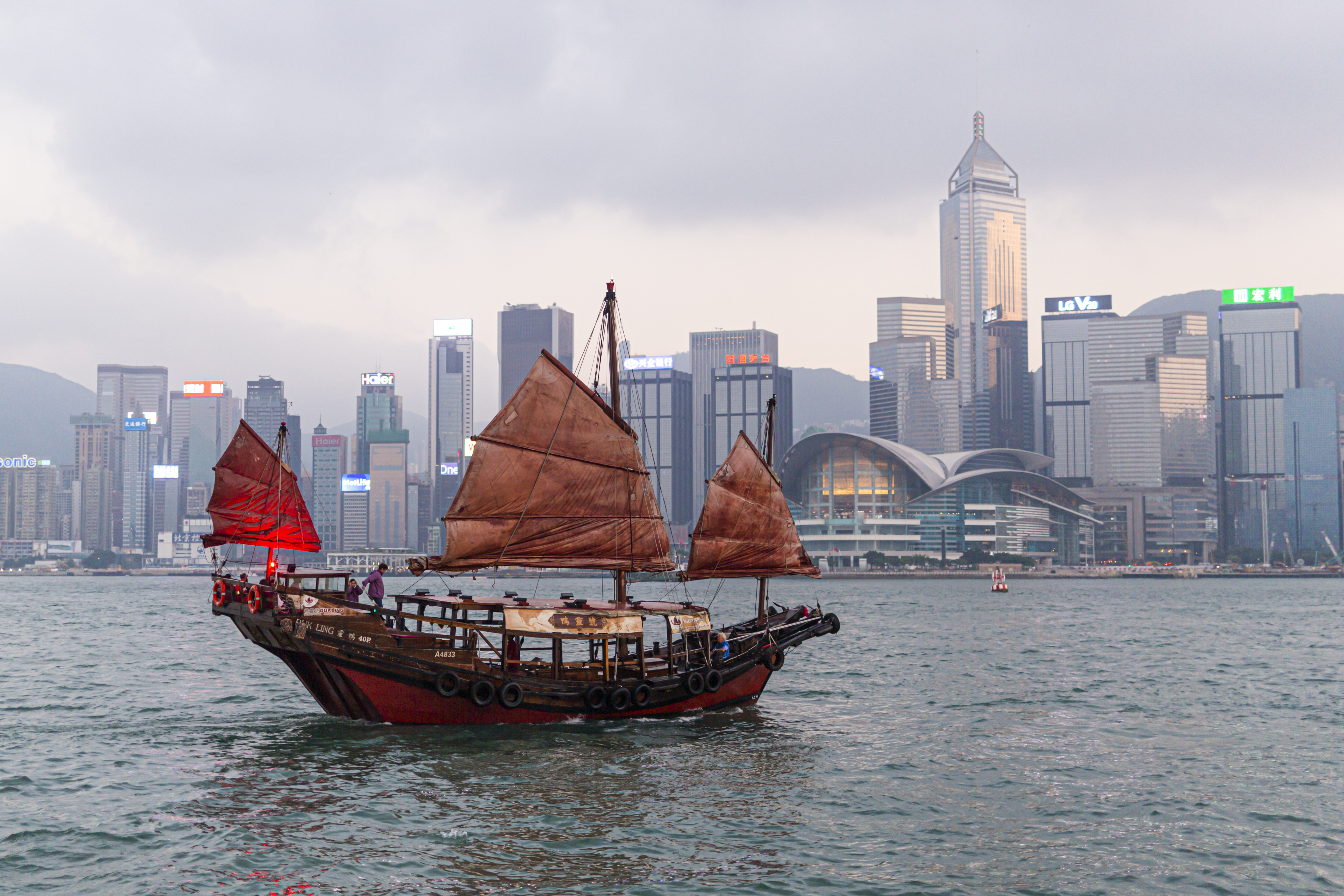
En modern djonk i Hongkong 2016

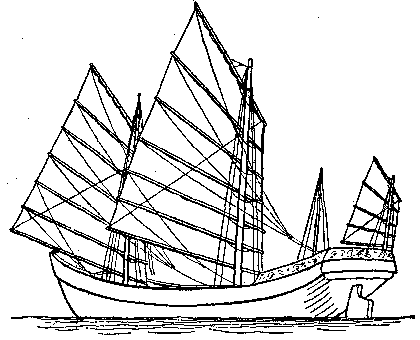
En fyrmastad djonk

En djonk är ett flatbottnat kinesiskt segelfartyg.
Fartyget är mycket högt i för och akter samt liksom tvärt avskuret, flatbottnat och utan köl, varför rodret, som löper i en ränna och hålls fast av tåg, kan sänkas nedom bottnen, då vattendjupet så tillåter. Akterut finns hytter för befälet och de flesta i besättningen. Vanligtvis har djonken två stora master och en liten längst akterut, varav den senare, liksom djonkens lilla bogspröt, står på sidan om fartygets mittlinje. På dessa förs tunga fyrkantiga segel av mattor, utspända genom flera horisontella bamburör, vart och ett fäst till en ring, som löper på masten, då seglet sätts och bärgas. Utombords på vardera sidan hänger ett ankare av något tungt träslag. Fartyget är utombords mycket utsirat i starka färger med målade kanonportar. 
Att djonkerna inte är så dåliga seglare och sjöfartyg, som man vid första påseendet kan vara benägen att tro, framgår därav, att de kunnat utsträcka sina resor ända till Europa, dit den första kinesiska djonken, kallad Keying (döpt efter hovmannen Qiying), anlände 1848. Med anledning därav tillverkades en medalj, enligt vars inskription fartygets längd var 160 engelska fot (48,7 meter), bredd 33 (10 meter) och djupet i rummet 16 (4,87 meter) samt dess dräktighet 800 ton. Stormasten, av trä, var 90 fot (27,4 meter) lång, och storseglet (av mattor) vägde nära 9 ton samt rodret 7 ton. 